# La gioia del sesso
La gioia del sesso (The Joy of Sex) è un manuale sessuale illustrato realizzato da Alex Comfort e pubblicato per la prima volta nel 1972. Un'edizione aggiornata è stata pubblicata nel settembre 2008. Dal libro fu tratto il film Non toccate le ragazze.

## Descrizione e critica
Si presenta come una vera e propria guida al comportamento sessuale. La combinazione di testo e illustrazioni lo ha reso di fatto un best seller per almeno 15 anni, ispirando numerose generazioni. Il testo, corredato da 12 fotografie e da circa 80 disegni che facilitano la comprensione, è scritto in modo preciso, ma anche spiritoso, con un po' di ironia necessaria ad affrontare una materia al tempo ancora molto delicata.

## Riconoscimenti
Nel 1997 l'edizione tascabile di La gioia del sesso (The Joy of Sex: Pocket Edition) ricevette un Diagram Prize per il libro dal titolo più insolito dell'anno.

## Edizioni
- La gioia del sesso: guida avanzata all'educazione sessuale, a cura di Alex Comfort; illustrazioni di Charles Raymond e Christopher Foss, Bompiani, Milano 1976
- Alex Comfort, La gioia del sesso, :Bompiani, Milano 1993
- Alex Comfort, La gioia del sesso, traduzione di Marisa Caramella e Marco Amante; illustrazioni di John Raynes; fotografie di Clare Park, Tascabili Bompiani, Milano 2005
- Alex Comfort, Susan Quilliam, La gioia del sesso, traduzione di Luciana Zurletti, Bompiani, Milano 2009
- Susan Quilliam, La gioia del sesso: l'amante romantico, Bompiani, Milano 2010